# Astragalus distinctissimus
Astragalus distinctissimus es una especie de planta del género Astragalus, de la familia de las leguminosas, orden Fabales.

## Distribución
Astragalus distinctissimus se distribuye por Turquía.

## Taxonomía
Fue descrita científicamente por Eig. Fue publicada en Systematic Studies on Astragali of the Near East 35 (1955).
Sinonimia
- Astragalus bicuspis Boiss.